# الطيفية (المضاربة والعارة)

تعديل مصدري - تعديل

الطيفـية هي إحدى قرى عزلة العارة بمديرية المضاربة والعارة التابعة لمحافظة لحج، بلغ تعداد سكانها 77 نسمة حسب تعداد اليمن لعام 2004.